# Benløse Floorball
 Der er for få eller ingen kildehenvisninger i denne artikel, hvilket er et problem. Du kan hjælpe ved at angive troværdige kilder til de påstande, som fremføres i artiklen.

Benløse Floorball Club er en floorballklub med hjemsted i Benløse, Ringsted på Midtsjælland. Holdets hjemmekampe bliver primært spillet i Benløsehallen og sekundært i Ringstedhallen.
Klubbens bedste hold har været i landets bedste række 5 gange siden turneringens start i 1991. Disse sæsoner var 01/02 (nummer 12), 02/03 (16), 03/04 (16), 05/06 (12) og igen i 10/11.
Siden sæsonen 11/12 ligger klubben i landets bedste række med en sølvmedalje i 2014 som bedste resultat.

## Historie
Benløse Floorball Club har ikke altid haft hjemme i Benløse. Klubben blev stiftet i 1995 som Ringsted Floorball Club – midtsjællands første af slagsen. Holdet havde dengang hjemmebane i Ringstedhallerne. Nu er BFC en del af Benløse Idrætsforening.
I slutningen af 1990'erne begyndte tingene for alvor at tage fart på Midtsjælland. Ledelsen blev udvidet, arbejdet blev struktureret og hele organisationen trimmet. Det resulterede i ungdomshold, damehold og sportslig succes på herresiden.
Kulminationen for herreafdelingen kom med oprykningen til elitedivisionen i 2001. Efter tre år i det fine selskab betød ny turneringsstruktur i 2004 nedrykning til 1. division efter et spændende eventyr blandt de bedste. Allerede i 2005 blev 1. division vundet suverænt, og det betød oprykning til den bedste liga.
Nedrykningen fulgte dog lige efter og herresatsningen blev sat i bero. Denne er dog optaget igen efter flere spillere som Niklas Elfving, Tim Jannerup, Mathias og David de Fries vendte hjem efter et par år ude i ligaklubberne Vanløse og Brønderslev. Holdet formåede at rykke op fra 1.division ubesejret og året efter i sæsonen 10/11 blev det til en semifinaleplads i pokalturneringen og en flot 4.plads i ligaen, som udløste slutspil der dog endte i kvartfinalen mod Frederikshavn Bulldogs.
I sæsonen 11/12 oprustede man sig med et par spillere i form af finske Teemu Tuhkanen fra tjekkiske FBC Liberéc og svenske Martin Willén fra Hvidovre FC.
I 12/13 nåede Benløse Floorball Club helt til semifinalen, hvor man dog tabte til Brønderslev. Dermed var bronzemedaljen en realitet - det bedste resultat nogensinde for Benløse Floorball Club.
I sæsonen 13/14 er klubben placeret i Unihoc Ligaen, som for første gang er landsdækkende - altså ikke længere delt op i øst og vest.
På damesiden kulminerede kometindtoget i dansk floorball i 2004 med 3. pladsen i elitedivision øst og slutspilsdeltagelse. Året efter successæsonen endte holdet dog nederst i tabellen og røg i 1. division. Damerne rykkede i sæsonen 10/11 op i ligaen.

## Spillertrup 14/15
| 4  | Danmark   | Lasse Hartvig (G)            |
| 5  | Danmark   | Nicholas Mac Cabe            |
| 6  | Danmark   | Rasmus Poulsen               |
| 7  | Danmark   | Jacob Bøge                   |
| 8  | Danmark   | Jesper Roland                |
| 9  | Danmark   | Mathias de Fries             |
| 10 | Danmark   | Frederik Grønhøj Stigaard    |
| 11 | Danmark   | Christian Pedersen           |
| 12 | Danmark   | Anders Christensen           |
| 13 | Danmark   | Daniel Okholm                |
| 14 | Danmark   | Kenneth Saxtorph Frederiksen |
| 17 | Danmark   | Mads Kræmmer                 |
| 19 | Slovakiet | Adrián Szabo                 |
| 20 | Danmark   | Niklas Elfving               |

| 22 | Danmark | Niclas Nielsen          |
| 23 | Danmark | Ricky Andersen (G)      |
| 24 | Danmark | Søren Grønhøj Andreasen |
| 26 | Danmark | Frederik Pil            |
| 27 | Danmark | Andreas Bilenberg       |
| 29 | Danmark | Emil Brixager (G)       |
| 33 | Danmark | David de Fries (G)      |
| 45 | Danmark | Jeppe Pil               |
| 47 | Sverige | Martin Willén           |
| 49 | Danmark | Niels Grønhøj Stigaard  |
| 50 | Danmark | Emil Sørensen           |
| 67 | Danmark | Daniel Mac Cabe         |
| 96 | Danmark | Tobias Flindt (G)       |
| 89 | Danmark | Patrick Mac Cabe        |